# Liste der Reichsschultheißen von Gengenbach

Stadtwappen

Liste der Reichsschultheißen (Schultheißen) von Gengenbach von den Anfängen der Stadt bis zur Aufhebung des Amtes im Jahr 1816.

| Schultheiß                             | Jahr | Bemerkungen                                               |
| -------------------------------------- | ---- | --------------------------------------------------------- |
| Reimboldus                             | 1240 | (wahrscheinlich aus dem Geschlecht der Sweipach)          |
| Johannes                               | 1265 | (vermutlich ebenfalls Sweipach)                           |
| Bertholdus                             | 1291 | Ritter (sehr wahrscheinlich ebenfalls Sweipach)           |
| Berthold Haberstroh                    | 1306 |                                                           |
| Johann                                 | 1331 | Ritter genannt von Sweipach                               |
| Hermann                                | 1336 | Edelknecht vom Freihof Oberschopfheim                     |
| Johannes Sweipach                      | 1344 | Ritter aus Schwaibach                                     |
| Berthold von Grebern                   | 1346 | aus der freien Reichsstadt Zell                           |
| Berthold von Schneyt                   | 1354 | aus Steinach                                              |
| Johannes Sweipach                      | 1360 | aus Schwaibach                                            |
| Wilhelm von Buren                      | 1363 | Edelknecht aus dem Elsaß, Bruder des gleichzeitigen Abtes |
| Michael                                | 1382 |                                                           |
| Reimbold von Tunzenheim                | 1390 | zuvor Lehensmann auf Hohenberg (Durbach)                  |
| Cunz von Bärenbach                     | 1396 | von der Bärenburg im Renchtal                             |
| Andreas Manegolt                       | 1406 | aus der Zeller Herrschaft                                 |
| Junker Erasmus v. Harmersbach          | 1428 |                                                           |
| Egnolf v. Waltstein                    | 1437 | von Fischerbach                                           |
| Balthasar von Wartenberg               | 1443 | genannt v. Wildenstein, Berghaupten                       |
| Hans Stollen von Staufenburg           | 1461 | aus Durbach                                               |
| Hans Meyger                            | 1470 | vom Fußbacher Freihof                                     |
| Wilhelm von Landeck                    | 1477 |                                                           |
| Erasmus v. Harmersbach                 | 1483 |                                                           |
| Jacob Schawenburg                      | 1491 | aus dem Berghauptener Lehen                               |
| Obrecht von Berwangen                  | 1497 |                                                           |
| Wolf Dietrich von Hornberg             | 1498 | Schultheißen-Amtsverweser                                 |
| Balthasar von Brandeck                 | 1499 | vom Freihof in Ohlsbach                                   |
| Trudbrecht von Krotzingen              | 1520 |                                                           |
| Gabriel Rebstock                       | 1525 | aus einem Gengenbacher Geschlecht                         |
| Hans von Hornberg                      | 1527 | vom Freihof im Mittelbach                                 |
| Hans Marschalk von Zimbern             | 1550 |                                                           |
| Klaus Marschalk von Zimbern            | 1557 |                                                           |
| Junker Schöner von Stubenbach          | 1573 |                                                           |
| Hans Dietrich von Hornberg             | 1583 | Sohn von Hans von Hornberg                                |
| Eberhart Holdermann von Holderstein    | 1587 | Berghauptener Lehen                                       |
| Junker Balthasar von Brandeck          | 1593 | Ohlsbacher Geschlecht                                     |
| Hans Philipp von Kippenheim            | 1598 |                                                           |
| Junker Wolf Dietrich von Hornberg      | 1599 |                                                           |
| Johann Andreas Wurmbser von Fendenheim | 1615 | Meißenheimer Freihof                                      |
| Wolf Dietrich von Hornberg             | 1624 | Sohn von Hans Dietrich                                    |
| Joh. Pleyer von und zu Ramstein        | 1628 | aus Fußbach                                               |
| Junker Joh. Ludwig Wurmbser            | 1633 | aus Gengenbach (Sohn von Johann Andreas)                  |
| Andreas Schaidt von Hornberg           | 1646 |                                                           |
| Andreas Schnait                        | 1654 | aus der freien Reichsstadt Zell                           |
| Johann Erhard Kuelbronn                | 1662 | beider Rechte Doctor                                      |
| Martinus Pistorius                     | 1668 | aus Gengenbach                                            |
| Johann Konrad Bischler                 | 1679 | aus Gengenbach                                            |
| Johann Bender                          | 1686 | aus Gengenbach                                            |
| Georg Friedrich Dornblüth              | 1694 | aus Gengenbach                                            |
| Johann Bender                          | 1703 | aus Gengenbach                                            |
| Georg Friedrich Dornblüth              | 1705 | aus Gengenbach                                            |
| Johannes Bender                        | 1718 | aus Gengenbach                                            |
| Johann von Bender                      | 1721 | aus Gengenbach                                            |
| Joachim von Bender                     | 1740 | aus Gengenbach                                            |
| Johann von Bender                      | 1752 | aus Gengenbach                                            |
| Franz Karl Rienecker                   | 1761 | aus Offenburg                                             |
| Anton Seger                            | 1771 | aus Gengenbach                                            |
| Victor Kretz                           | 1781 | Schultheißen-Amtsverwalter                                |
| Franz Anton Rienecker                  | 1786 | aus Gengenbach                                            |